# Advances in Physics
Advances in Physics là một tạp chí khoa học xuất bản hai tháng một lần bởi Taylor & Francis và được thành lập vào năm 1952. Tạp chí này cũng được phát hành như một phụ bản của Philosophical Magazine. Bình duyệt được xác định trên cơ sở từng trường hợp. Tổng biên tập của tạp chí là John Chalker và David Sherrington của Đại học Oxford.
Tần suất xuất bản của tạp chí này thay đổi từ năm 1952 cho đến năm 2007, khi nó trở thành một tạp chí xuất bản hai tháng một lần.

## Mục đích và phạm vi
Trọng tâm của tạp chí này là các bài đánh giá có liên quan đến các nhà vật lý vật chất ngưng tụ. Mỗi bài đánh giá trình bày quan điểm của chính tác giả. Đòi hỏi người đọc cần phải có kiến thức nền tảng về chủ đề này. Những bài đánh giá này đôi khi còn được bổ sung thêm một phần "Các góc nhìn" đăng những bài ngắn hơn có thể gây tranh cãi, với mục đích là kích thích việc tranh luận. Đối tượng độc giả mà tạp chí muốn hướng đến bao gồm các nhà vật lý, nhà khoa học vật liệu và hóa lý làm việc trong các trường đại học, công nghiệp và các viện nghiên cứu.
Phạm vi của tạp chí bao phủ rộng và liên ngành bao gồm các chủ đề khác nhau, từ vật lý vật chất ngưng tụ, cơ học thống kê, thông tin lượng tử, nguyên tử lạnh, vật lý vật chất mềm cho đến cả vật lý sinh học.

## Chỉ số độ ảnh hưởng và xếp hạng
Chỉ số độ ảnh hưởng đối với Advances in Physics vào năm 2013 là 18.062, xếp hạng đầu tiên trong ngành vật lý vật chất ngưng tụ.

## Trừu tượng hóa và lập chỉ mục
Tạp chí này được lập chỉ mục trong các cơ sở dữ liệu sau đây:
- Science Citation Index
- Inspec
- Engineering Information
- Chemical Abstracts Service/CASSI
- EBSCO Publishing
- International Bibliography of the Social Sciences
- Cambridge Scientific Abstracts
- Astrophysics Data System
- International Aerospace Abstracts
- SciBase
- Scopus
- Nuclear Science Abstracts